# Chevrolet El Camino
El Camino é uma picape de pequeno porte da Chevrolet, derivada do Impala de 1959 com o desenho de Harley Earl, fabricada nos EUA e México de 1959 a 1987, logo no seu lançamento superou em vendas a principal concorrente a Ford Ranchero, graças ao seu estilo e opções de motores, era principalmente feita para o lazer e não muito para o trabalho.

## Historia

### Primeira geração
1959 a é chegada derivada do Chevrolet Impala, oferecendo espaço para 3 pessoas na cabine e cambio automático e com três opções de motores, um 6 cilindros 3,9L e V8 4,6L ou V8 5,7L, foi um sucesso absoluto superando a Ford Ranchero.
1960 a El Camino é redesenhada por Bill Mitchell o que fez as vendas caírem em 30%, não agradando o publico a GM encerra o modelo.

### segunda geração
1964 foi o ano do retorno da fabricação do modelo, agora era baseado no Chevrolet Chevelle, deixando de lado os luxos do modelo anterior e ficando mais simples, agora oferecida nas versões básica ou custom mais voltada para o trabalho, recebe os motores 6 cilindro de 3.2L e 6 cilindro de 3.8L sem esquecer dos V8 4.6L ou V8 5.4L ambos small block, e um V8 6.5L big block em 1966 e freios a disco nas rodas dianteira no ano seguinte acompanhado de um cambio automático de três  velocidades.

### Terceira geração
1968 é marcada a chegada de novidades com novo estilo que deixa ela maior, com versões SS 396 equipada com um V8 6.5L ou SS V8 7.4L que chega em 1970, com esse ultimo vendendo mais de 500 unidades aproximadamente.
1971 a gasolina ganha restrição e perde o Chumbo Tetraetila trazendo impactos negativos a potencia dos motores, neste ano surgi a versão irmã GMC Sprint que mais tarde muda de nome para GMC Caballero.
A versão de 1970 que utilizava o motor V8 ls6 de 450 cavalos, que por conta de ter uma final drive mais curta ela podia atingir até 259km/h.

### Quarta geração
1973  a picape que crescia em tamanho e reduzia seu peso, mas ainda derivada do Chevrolet Chevelle, com os seguintes motores um 250 de seis cilindros e V8 5.0L, V8 5.7L, V8 6.6L e V8 7.4L.

### Quinta geração
1985 Ultima geração foi fabricada no México e chegou a Fim em 1987, enquanto o seu publico migrava para a Chevrolet S10 lançada em 1982.

## Opala El Camino
Em 1974 a Chevrolet do Brasil estudou criar um El Camino derivada do Opala, porém foi cancelada em 1975 em fase de protótipo, Como o preço poderia ficar próximo da C-10 a GM optou por cancelar para evitar canibalização interna.